# لورانس موراي ديكسون
لورانس موراي ديكسون (بالإنجليزية: Lawrence Murray Dixon)‏ هو مهندس معماري أمريكي، ولد في 16 فبراير 1901، وتوفي في 8 أكتوبر 1949.